# Ypthima galeria
Ypthima galeria är en fjärilsart som beskrevs av Hans Fruhstorfer 1911. Ypthima galeria ingår i släktet Ypthima och familjen praktfjärilar. Inga underarter finns listade i Catalogue of Life.